# S Club
S club thường được biết đến với tên S Club 7 và hiện đang thực hiện các buổi biểu diễn với tên S Club 3, là một nhóm nhạc Anh được thành lập bởi cựu điều hành viên nhóm Spice Girl - Simon Fuller. Các thành viên của nhóm gồm: Tina Barrett, Paul Cattermole, Jon Lee, Bradley McIntosh, Jo O'Meara, Hannah Spearritt và Rachel Stevens. Nhóm bắt đầu nổi tiếng khi đóng vai chính trong bộ phim truyền hình Miami 7, phát sóng trên đài BBC năm 1999.Thành tích đáng nể của họ trong 5 năm hoạt động phải kể đến là 4 đĩa đơn xếp hạng toàn Anh, album phòng thứ hai '7' của họ cũng giành vị trí quán quân, một loạt các hit lọt vào top 10 ở hầu hết các nước châu Âu, một số nước châu Á, châu Phi.Họ phát hành tổng cộng 4 album, 11 đĩa đơn, và bán được gần 20 triệu album trên toàn thế giới. Album đầu tay 'S Club' của họ cũng như một sồ nghệ sĩ cùng thời đã tạo nên một làn sóng mạnh mẽ trong làn nhạc pop thế giới những năm 1990. Cảm nhận R&B thể hiện rõ nét ở album cuối cùng của họ. Nhóm đầu tiên hợp tác với hãng đĩa Polydor Records thông qua quản lý Simon Fuller. Bộ phim truyền hình của họ được phát sóng trên hơn 100 quốc gia, thu hút hơn 90 triệu người xem đồng hành qua từng tập phim.
Nhóm giành được hai giải BRIT Awards vào năm 2000 ở hạng mục Bước đột phá của năm và Đĩa đơn của năm (Ca khúc Don't syop movin')vào năm 2002. Năm 2001 đĩa đơn Don't syop movin' đồng thời nhận giải thu âm của năm (Record of the Year award). Thành viên của nhóm Paul Cattermole rời nhóm năm 2002, cái tên 'S Club 7' được đổi thành 'S Club '.
Cattermole rời nhóm khiến nhóm phải không ngừng chiến đấu với nhiều tin đồn tan rã. Tuy nhiên cho đến ngày 21 tháng 4, năm 2003, nhóm mới chính thức tuyên bố tan rã. 5 năm sau S Club 3 gồm 3 thành viên cũ của nhóm O'Meara, Cattermole và McIntosh thực hiện một số tour diễn tại các trường đại học và các câu lạc bộ, trình diễn các ca khúc trong album 'Greatest Hits' của họ.

## Quá trình thành lập và phát triển
S Club 7 (sau này chuyển thành S Club khi Paul Cattermole rời nhóm) là một nhóm nhạc pop của Anh thành lập bởi quản lý cũ của nhóm Spice Girls, ông Simon Fuller. Nhóm bắt đầu có tiếng tăm qua chương trình truyền hình trên đài BBC của riêng họ. Thành công nghe có vẻ dễ dàng đến với họ nhưng trên thực tế các thành viên trong nhóm phải trải qua khá nhiều khó khăn trên con đường tìm kiếm thành công và danh tiếng

## Liên kết trang
Trang web chính thức của S Club